# Abdullah (cognome)
Abdullah è un cognome di lingua araba.

## Varianti
Il cognome non presenta varianti.

## Origine e diffusione
Il cognome è estremamente diffuso in Iran, Turchia e in generale in Medio Oriente.
Potrebbe derivare dal prenome Abd Allah ed essere quindi affine al cognome italiano Vadalà e al cognome greco Badalās.

## Persone
- Abdullah Abdullah, politico afghano
- Abdullah Ahmed Abdullah, terrorista egiziano
- Farah Zeynep Abdullah, attrice e cantante turca